# Emmanouil Tsouderos

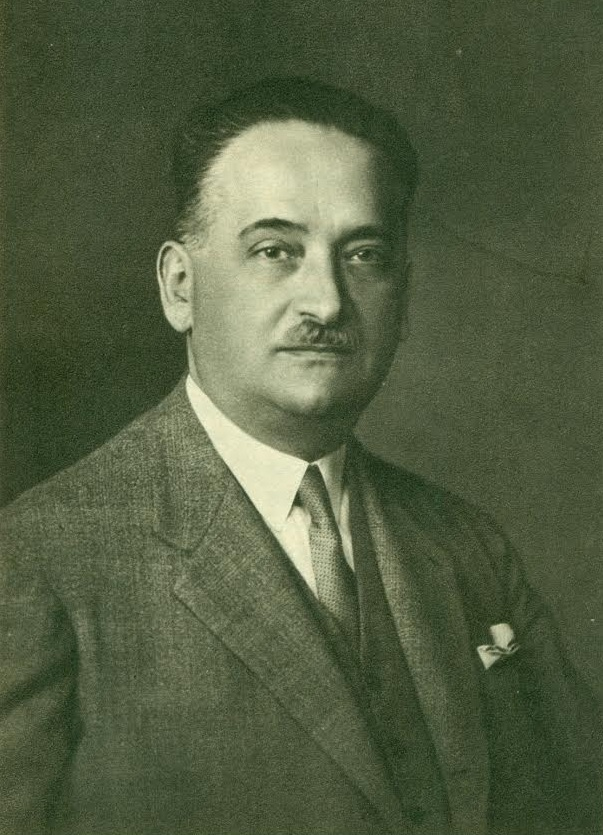
Emmanouil Tsouderos

Emmanouil Tsouderos (Grieks: Εμμανουήλ Τσουδερός) (Rethimnon, 1882 - Athene, 10 februari 1956), was een Grieks politicus. 
Hij was de politiek tegenstander van generaal Ioannis Metaxas en was aanvankelijk minister (onder andere van Financiën) en gouverneur van de Griekse Nationale Bank. 
Op 21 april 1941, na de zelfmoord van generaal Alexandros Korizis, de Griekse premier, werd Tsouderos minister-president. Reeds op 29 april 1941 moest de regering inclusief Tsouderos uitwijken naar Caïro, waar een regering in ballingschap werd gevormd. Tsouderos bleef premier tot 1944, toen er een regering van nationale eenheid werd gevormd.
In Griekenland benoemden de Duitsers generaal Georgios Tsolakoglu tot premier.
- Bibliothèque nationale de France: cb129921269 (data)
- Gemeinsame Normdatei: 124953158
- International Standard Name Identifier: 0000 0000 6324 3692
- Library of Congress Control Number: nr91015937
- Nationale bibliotheek van Australië: 36022059
- Nationale Bibliotheek van Polen: a0000002785888
- Nederlandse Thesaurus van Auteursnamen: 07138166X
- Réseau des bibliothèques de Suisse occidentale: 02-A006421908
- Système universitaire de documentation: 106030787
- Trove: 1189644
- Virtual International Authority File: 67412865
- WorldCat: E39PBJrgPmytR76f3qTjgDQXh3